# Gurbet Akçay
Gurbet Akçay (* 8. Januar 1995) ist eine deutsch-türkische Fußballspielerin, die zuletzt bei der SV Elversberg unter Vertrag stand. Aktuell ist sie vereinslos.

## Karriere
Akçay begann im Duisburger Stadtteil Homberg beim Verein für Bewegungsspiele mit dem Fußballspielen. Im weiteren Verlauf gelangte sie in die Jugendabteilung des FCR 2001 Duisburg, der sie bis zum Juni 2012, zuletzt in der B-Jugend angehörte. Noch als B-Jugendspielerin kam sie für die zweite Mannschaft im April und Mai jeweils in zwei Punktspielen in der Gruppe Nord der seinerzeit zweigleisigen 2. Bundesliga zum Einsatz und debütierte somit im Seniorinnenbereich. Dem Spieltagskader der ersten Mannschaft gehörte sie am 14. April 2012 (17. Spieltag) beim 4:0-Sieg im Heimspiel gegen die SGS Essen an, wurde jedoch nicht eingesetzt. In der Folgesaison bestritt sie fünf Punktspiele für die zweite Mannschaft, jedoch in der drittklassigen Regionalliga West in der sie zwei Tore erzielte. In der Hinrunde der Saison 2013/14 bestritt sie für den Verein, letztmalig unter der Bezeichnung, zwölf Punktspiele, in denen ihr zwei Tore gelangen. Seit dem 1. Januar 2014 übernahm der MSV Duisburg II die Spielrechte für den insolventen FCR 2001 Duisburg; Akçay kam somit in der Rückrunde in neun Punktspielen (drei Tore) für den unter dem neuen Namen spielenden Verein zum Einsatz. In ihrer letzten Saison für die Zweitvertretung erzielte sie mit elf Toren in 15 Punktspielen die meisten im Seniorinnenbereich. In der Saison 2012/13 bestritt sie zudem für die erste Mannschaft ihre einzigen zehn Punktspiele in der Bundesliga. Ihr Debüt in der höchsten Spielklasse gab sie zum Saisonauftakt am 26. September 2012 beim 2:0-Sieg im Heimspiel gegen die SGS Essen mit Einwechslung in der 83. Minute für Lieke Martens. Beim DFB-Hallenpokal 2014 war sie die erste Torschützin der nun als MSV Duisburg antretenden Mannschaft, zu Bundesligaeinsätzen kam sie jedoch in der Rückrunde 2013/14 nicht mehr und wechselte im Sommer 2014 wieder in die 2. Mannschaft zurück. Im Sommer 2015 verließ sie Duisburg und wechselte zu Borussia Mönchengladbach.
Es folgte eine Saison für Borussia Mönchengladbach in der Gruppe Süd der seinerzeit zweigleisigen 2. Bundesliga. 14 Ligaeinsätze später verließ sie den Verein. Nach einer fünfmonatigen Pause spielte sie für zwei Spielzeiten für den Grafschafter Spielverein Moers in der drittklassigen Regionalliga West. In dieser Spielklasse gehörte sie – nach einer zehnmonatigen Pause – in der Folgesaison für drei Monate dem im Rheinberger Ortsteil Budberg ansässigen SV Budberg an, kam jedoch nur am 14. April 2019 (23. Spieltag) beim 4:1-Sieg im Heimspiel gegen Alemannia Aachen zum Einsatz, den sie mit dem Treffer zum 3:1 in der 79. Minute mit direktem Freistoß krönte.
Erst ab dem 1. Januar 2022 gehörte sie wieder einem Verein an. Im saarländischen Elversberg kam sie vom 27. Februar 2022 (14. Spieltag) bis zum 22. Mai 2022 (25. Spieltag) in acht Punktspielen (2 Tore) für die SV Elversberg in der 2. Bundesliga, sowie in 17 Drittligaspielen (7 Tore) zum Einsatz.